# Angel Dust
Angel Dust – czwarty album studyjny amerykańskiego zespołu Faith No More z 1992 roku. Ostatni album z gitarzystą Jimem Martinem.

## Lista utworów
1. "Land of Sunshine" (muz. Gould/Bottum; sł. Patton) – 3:44
2. "Caffeine" (muz. Gould/Patton; sł. Patton) – 4:28
3. "Midlife Crisis" (muz. Bottum/Bordin/Gould/Patton; sł. Patton) – 4:21
4. "RV" (muz. Bottum/Patton/Gould; sł. Patton) – 3:43
5. "Smaller and Smaller" (muz. Gould/Bordin/Bottum/Wallace; sł. Patton) – 5:11
6. "Everything's Ruined" (muz. Gould/Bottum/Patton; sł. Patton/Gould) – 4:33
7. "Malpractice" (muzyka & sł. Patton) – (4:02)
8. "Kindergarten" (muz. Gould/Martin; sł. Patton/Bottum) – 4:31
9. "Be Aggressive" (muz. i sł. Bottum) – (3:42)
10. "A Small Victory" (muz. Gould/Bottum/Bordin/Patton; sł. Patton) – 4:57
11. "Crack Hitler" (muz. Gould/Bottum/Bordin; sł. Patton) – 4:39
12. "Jizzlobber" (muz. Martin; sł. Martin/Patton) – 6:38
13. "Midnight Cowboy" (Barry) – 4:12
14. "Easy" (Richie) – 3:04

## Twórcy
- Mike Bordin – perkusja
- Roddy Bottum – keyboard
- Billy Gould – gitara basowa
- "Big" Jim Martin – gitara
- Mike Patton – wokal